# Новоалексеевка (Херсонская область)
Новоалексе́евка (укр. Новоолексіївка, крымскотат. Novooleksiyivka) — посёлок в Генической городской общине Генического района Херсонской области Украины.

## География
Новоалексеевка находится на автомобильной трассе «Харьков-Симферополь». Имеется железнодорожная станция Новоалексеевка Запорожского (ранее — Крымского) отделения Приднепровской железной дороги и железнодорожный вокзал, на который прибывают поезда дальнего следования. Со станции осуществляется пригородное сообщение до станций Геническ и Сиваш (последняя станция перед границей с Крымом).

## Языки
До отмены Закона Украины «Об основах государственной языковой политики» и таким образом утратившего силу решения поселкового совета Новоалексеевки от 19 апреля 2013 года, крымскотатарский язык являлся региональным языком.
Родной язык населения по данным переписи 2001 года:
| Язык             | Численность, чел. | Доля     |
| ---------------- | ----------------- | -------- |
| Украинский       | 4 166             | 40,74 %  |
| Русский          | 3 221             | 31,50 %  |
| Крымскотатарский | 561               | 5,49 %   |
| Другие           | 2 279             | 22,27 %  |
| Итого            | 10 227            | 100,00 % |

## Известные уроженцы, жители
- Радзиховский, Борис Леонидович (1909—1975) — советский офтальмолог, профессор, заведующий кафедрой глазных болезней Черновицкого медицинского института.

## Галерея
- Свято-Покровский собор
- Мечеть
- Элеватор
- Здание элеватора
 (со стороны ЖД-станции)